# Kara Tointon
Kara Louise Tointon (Essex, Inglaterra; 5 de agosto de 1983) es una actriz británica, más conocida por haber interpretado a Dawn Swann en la serie EastEnders.

## Biografía
Es hija de Ken y Carol Tointon, y su hermana menor es la actriz Hannah Tointon.
A lo siete años fue diagnosticada con dislexia.[cita requerida]
Kara es muy buena amiga de las actrices Lacey Turner y Natalie Cassidy.[cita requerida]
Salió con el cantante James Bourne, pero la relación terminó después de casi un año.
En abril de 2006, comenzó a salir con el actor James Alexandrou; sin embargo la relación terminó en noviembre de 2007.[cita requerida]
En octubre de 2008, comenzó a salir con el actor Joe Swash, pero la pareja terminó en mayo de 2010.
En octubre de 2010, comenzó a salir con el bailarín Artem Chigvintsev; sin embargo, a finales de octubre de 2014, Kara anunció que la relación se había terminado.
Kara comenzó a salir con el doctor Marius Jensen. En junio de 2018 la pareja anunció que se había comprometido. En noviembre del mismo año la pareja le dio la bienvenida a su primer hijo, Frey Jensen. En 2020, la pareja anunció que estaban esperando su segundo bebé. El 8 de enero de 2021 nació su segundo hijo.

## Carrera
En 2001 interpretó de forma recurrente a la estudiante Pauline Young durante la primera temporada de la serie Teachers. 
El 26 de septiembre de 2005, se unió al elenco principal de la exitosa serie británica EastEnders, donde interpretó a Dawn Swann hasta el 27 de agosto de 2009. Anteriormente había aparecido por primera vez en la serie en 1994, cuando interpretó a una amiga de la escuela de Sonia Fowler. 
En 2008 participó en un especial para el Sport Relief del programa Strictly Come Dancing, donde bailó junto al jugador Mark Ramprakash; la pareja ganó el primer lugar. 
En agosto de 2009 fue presentada como el nuevo rostro de Michelle para la ropa interior George en Asda.
En septiembre de 2010, se unió al elenco que concursaría durante la octava temporada de la serie Strictly Come Dancing, su pareja fue el bailarín Artem Chigvintsev y quedaron en el primer lugar.
En julio del mismo año grabó el documental Kara Tointon: Don't Call Me Stupid. El programa mostró el impacto que tiene la dislexia en la vida de las personas y los diferentes estilos de aprendizaje que pueden tener las personas con dislexia. 
En febrero de 2011, participó en The BT Red Nose Desert Trek.
En mayo del mismo año, Kara interpretó a Eliza Doolittle en la obra Pygmalion, junto a Rupert Everett.
En 2012 apareció en la película The Sweeney, donde dio vida a Megan Barret.

## Filmografía

### Series de televisión
| Año         | Título         | Personaje     | Notas                                                                |
| ----------- | -------------- | ------------- | -------------------------------------------------------------------- |
| 2017        | Henry IX       | Serena        | 3 episodios                                                          |
| 2017        | The Halcyon    | Betsey Day    | 8 episodios                                                          |
| 2011        | Bedlam         | Leah Cole     | Episodio "Driven"                                                    |
| 2010        | The Bill       | Ami Ryan      | Episodio "Duty Calls"                                                |
| 2005 - 2009 | EastEnders     | Dawn Swann    | 337 episodios                                                        |
| 2005        | Mile High      | Geneva        | Episodio # 2.18                                                      |
| 2005        | Dream Team     | Gina Molliano | Episodio "Finale"                                                    |
| 2004        | Keen Eddie     | Sarah Fiedman | Episodio "Who Wants to Be in a Club That Would Have Me as a Member?" |
| 2002 - 2003 | Harry and Cosh | Gaby          | 14 episodios                                                         |
| 2002        | Dinotopia      | Le Sage       | Episodio "Handful of Dust"                                           |
| 2001        | Teachers       | Pauline Young | 8 episodios                                                          |

### Películas
| Año  | Título                   | Personajes    | Notas                                                                                |
| ---- | ------------------------ | ------------- | ------------------------------------------------------------------------------------ |
| 2016 | Let's Be Evil            | Tiggs         | Junto a Isabelle Allen, Jamie Bernadette, Elliot James Langridge y Helene Wilson     |
| 2015 | The Sound of Music Live  | Maria         | Junto a Julian Ovenden, Alexander Armstrong, Maria Friedman y Katherine Kelly        |
| 2013 | Last Passenger           | Sarah Barwell | Junto a Dougray Scott, Iddo Goldberg, David Schofield y Lindsay Duncan               |
| 2012 | The Sweeney              | Megan Barret  | Junto a Ben Drew, Allen Leech, Ray Winstone, Hayley Atwell, Alan Ford y Damian Lewis |
| 2006 | Just My Luck             | Concertista   | Junto a Hannah Tointon                                                               |
| 2004 | The Fete                 | Lizzy         | Corto - Junto a Jerome Wright                                                        |
| 2004 | The Football Factory     | Shie          | Junto a Danny Dyer                                                                   |
| 2003 | Boudica                  | Poppaea       | Junto a Alex Kingston y Emily Blunt                                                  |
| 2001 | Never Play with the Dead | Victoria      | Junto a Terence Corrigan                                                             |

### Apariciones
| Año        | Título                                     | Notas                      |
| ---------- | ------------------------------------------ | -------------------------- |
| 2008, 2010 | Strictly Come Dancing                      | concursante - 28 episodios |
| 2010       | Kara Tointon: Don't Call Me Stupid         | documental                 |
| 2008       | Strictly Come Dancing Sport Relief Special | concursante                |

### Teatro
| Año         | Obra                                        | Personaje       | Director      | Teatro                | Notas                    |
| ----------- | ------------------------------------------- | --------------- | ------------- | --------------------- | ------------------------ |
| 2012        | Absent Friends                              | Evelyn          | Jeremy Herrin | Harold Pinter Theatre | junto a Reece Shearsmith |
| 2011        | Pygmalion                                   | Eliza Doolittle | -             | Garrick Theatre       | junto a Rupert Everett   |
| 2009 - 2010 | Snow White and the Seven Dwarfs (pantomima) | -               | -             | -                     | junto a Joe Swash        |
| -           | The Sound of Music                          | Brigitta        | -             | Cliffs Pavilion       | -                        |

## Premios
| Año  | Categoría            | Premio                    | Serie      | Resultado |
| ---- | -------------------- | ------------------------- | ---------- | --------- |
| 2009 | Sexiest Female       | British Soap Award        | EastEnders | Nominada  |
| 2007 | Most Popular Actress | National Television Award | EastEnders | Nominada  |